# Charlie Haden/Diskografie

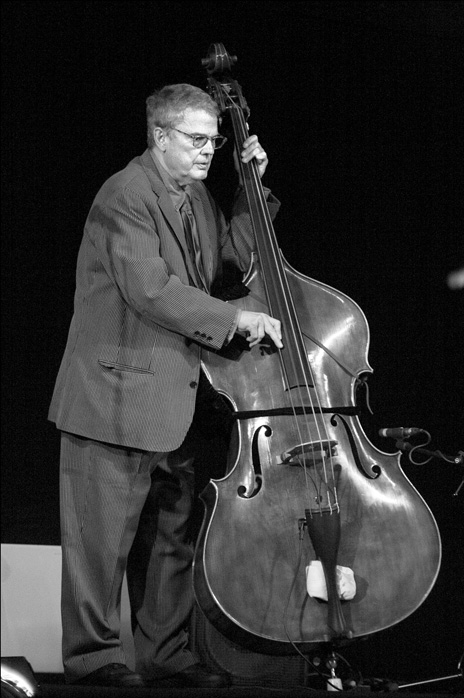
Charlie Haden (2007)

Diese Diskografie ist eine Übersicht über die veröffentlichten Tonträger des US-amerikanischen Jazz-Kontrabassisten, Komponisten und Bandleaders Charlie Haden. Sie umfasst die Aufnahmen als Bandleader oder Co-Leader (Abschnitt 1) und die Aufnahmen als Sideman (Abschnitt 2, in alphabetischer Ordnung).

## Aufnahmen als Bandleader oder Co-Leader
Mit dem Liberation Music Orchestra
| Album                                          | Musiklabel | Aufnahme      | Veröffentlichung | Besetzung |
| ---------------------------------------------- | ---------- | ------------- | ---------------- | --- |
| Liberation Music Orchestra                     | Impulse!   | 1969          | 1970             | Bass – Charlie Haden; Klarinette – Perry Robinson; Kornett, Flöten – Don Cherry (bei zwei Titeln); Waldhorn, Glocken, Pfeife – Bob Northern; Gitarre, Kalimba – Sam Brown (bei zwei Titeln); Perkussion – Andrew Cyrille (bei einem Titel), Paul Motian; Piano, Tamburin – Carla Bley; Tenorsaxophon, Altsaxophon – Dewey Redman; Tenorsaxophon, Klarinette – Gato Barbieri; Posaune – Roswell Rudd; Trompete – Michael Mantler; Tuba – Howard Johnson |
| The Ballad of the Fallen                       | ECM        | 1982          | 1983             | Bass – Charlie Haden; Klarinette, Flöte, Altsaxophon, Sopransaxophon – Steve Slagle; Schlagzeug, Perkussion – Paul Motian; Flöte, Tenorsaxophon, Sopransaxophon – Jim Pepper; Waldhorn – Sharon Freeman; Gitarre – Mick Goodrick; Piano, Glockenspiel, Arrangeur – Carla Bley; Tenorsaxophon – Dewey Redman; Posaune – Gary Valente; Trompete – Michael Mantler; Trompete – Don Cherry; Tuba – Jack Jeffers |
| Dream Keeper                                   | Blue Note  | 1990          | 1990             | Altsaxophon – Ken McIntyre; Arrangeur – Carla Bley (bei drei Titeln), Karen Mantler (bei einem Titel); Bass – Charlie Haden; Chor – Oakland Youth Chorus (bei zwei Titeln); Chorleiter – Elizabeth Min (bei zwei Titeln); Dirigent – Carla Bley; Schlagzeug – Paul Motian; Waldhorn – Sharon Freeman; Gitarre – Mick Goodrick; Panflöte, Flöte – Juan Lazzaro Mendolas (bei drei Titeln); Perkussion – Don Alias; Piano – Amina Claudine Myers; Tenorsaxophon – Branford Marsalis (bei zwei Titeln), Dewey Redman (bei drei Titeln); Tenorsaxophon, Flöte – Joe Lovano; Posaune – Ray Anderson; Trompete – Earl Gardner; Trompete, Flügelhorn – Tom Harrell; Tuba – Joe Daley |
| The Montreal Tapes: Liberation Music Orchestra | Verve      | 1989          | 1999             | Altsaxophon – Ken McIntyre; Bass – Charlie Haden; Schlagzeug – Paul Motian; Waldhorn – Sharon Freeman; Gitarre – Mick Goodrick; Piano – Geri Allen; Tenorsaxophon – Ernie Watts, Joe Lovano; Posaune – Ray Anderson; Trompete – Stanton Davis, Tom Harrell; Tuba – Joe Daley |
| Not in Our Name (Verve, 2005)                  | Verve      | 2004          | 2005             | Altsaxophon – Miguel Zenon; Bass – Charlie Haden; Schlagzeug – Matt Wilson; Waldhorn – Ahnee Sharon Freeman; Gitarre – Steve Cardenas; Piano – Carla Bley; Dirigent – Carla Bley; Tenorsaxophon – Chris Cheek, Tony Malaby; Posaune – Curtis Fowlkes; Trompete – Michael Rodriguez, Seneca Black; Tuba – Joe Daley |
| Time/Life                                      | Impulse!   | 2011 und 2015 | 2016             | Altsaxophon – Loren Stillman; Arrangeur, Dirigent – Carla Bley; Bass – Charlie Haden (bei zwei Titeln), Steve Swallow (bei zwei Titeln); Schlagzeug – Matt Wilson; Waldhorn – Vincent Chancey; Gitarre – Steve Cardenas; Piano – Carla Bley; Tenorsaxophon – Chris Cheek, Tony Malaby; Posaune – Curtis Fowlkes; Trompete – Michael Rodriguez, Seneca Black; Tuba – Joseph Daley |

Mit dem Quartet West
| Album | Musiklabel | Aufnahme      | Veröffentlichung | Besetzung |
| --- | ---------- | ------------- | ---------------- | --- |
| Quartet West | Verve      | 1986          | 1987             | Altsaxophon – Ernie Watts (bei einem Titel); Bass – Charlie Haden; Schlagzeug – Billy Higgins (bei sieben Titeln); Piano – Alan Broadbent (bei sechs Titeln); Sopransaxophon, Tenorsaxophon – Ernie Watts (bei einem Titel); Tenorsaxophon – Ernie Watts (bei fünf Titeln) |
| In Angel City | Verve      | 1988          | 1988             | Bass – Charlie Haden; Schlagzeug – Larance Marable; Schlagzeug, Perkussion – Alex Cline (bei einem Titel); Elektronisches Blasinstrument [Yamaha WX7] – Ernie Watts (bei einem Titel); Piano – Alan Broadbent; Shaker – Ernie Watts (bei einem Titel); Tenorsaxophon – Ernie Watts |
| The Private Collection                                                                                               | Naim       | 1987 und 1988 | 2008             | Bass – Charlie Haden; Schlagzeug – Billy Higgins; Paul Motian; Piano – Alan Broadbent; Saxophon – Ernie Watts |
| Haunted Heart | Verve      | 1991          | 1992             | Bass – Charlie Haden; Schlagzeug – Larance Marable; Piano – Alan Broadbent; Tenorsaxophon – Ernie Watts |
| Always Say Goodbye                                                                                                   | Verve      | 1993          | 1994             | Bass – Charlie Haden; Schlagzeug – Larance Marable; Piano – Alan Broadbent; Tenorsaxophon – Ernie Watts |
| Now Is the Hour | Verve      | 1995          | 1996             | Bass – Charlie Haden; Schlagzeug – Larance Marable; Piano, Dirigent [Streichorchester] – Alan Broadbent; Konzertmeister – Hervé Cavelier (bei sieben Titeln); Tenorsaxophon – Ernie Watts |
| The Art of the Song                                                                                                  | Verve      | 1999          | 1999             | Arrangeur – Alan Broadbent (bei vier Titeln); Bass – Charlie Haden (bei elf Titeln); Cello – Earl Madison, Jerry Kessler, Larry Corbett, Ray Kelley, Suzie Katayama; Konzertmeister, Violine – Murray Adler; Dirigent – Alan Broadbent; Kontrabass – Adrian Rosen, Denis Michael Trembly; Schlagzeug – Larance Marable (bei vier Titeln); Piano – Alan Broadbent (bei vier Titeln); Tenorsaxophon – Ernie Watts (bei zwölf Titeln); Viola – Harry Shirinian, Mimi Granat, Steve Gordon, Carol Mukagawa; Violine – Robert Sanov, Bobby Bruce, Charlie Bisharat, Donald Palmer, Ezra Kliger, Francine Walsh, Gina Kronstadt, Israel Baker, Joe Kentendijan, Kathleen Robinson, Marcy Vaj, Paul Shure, Rachel Sokolow, Robert Brosseau, Robert Peterson, Russ Cantor, Tibor Zelig |
| Sophisticated Ladies (mit Diana Krall, Melody Gardot, Norah Jones, Cassandra Wilson, Renée Fleming und Ruth Cameron) | EmArcy     | 2010          | 2011             | Kontrabass, Arrangeur – Charlie Haden; Schlagzeug – Rodney Green; Piano, Arrangeur, Dirigent – Alan Broadbent; Tenorsaxophon – Ernie Watts; Gesang – Diana Krall, Melody Gardot, Norah Jones, Cassandra Wilson, Renée Fleming, Ruth Cameron |

Mit Old and New Dreams
| Album                    | Musiklabel                | Aufnahme | Veröffentlichung | Besetzung |
| ------------------------ | ------------------------- | -------- | ---------------- | --- |
| Old and New Dreams       | Black Saint               | 1976     | 1977             | Bass – Charlie Haden; Schlagzeug, Gong – Eddie Blackwell; Tenorsaxophon, Musette – Dewey Redman; Trompete – Don Cherry;    |
| Old and New Dreams       | ECM                       | 1979     | 1979             | Bass – Charlie Haden; Schlagzeug – Ed Blackwell; Tenorsaxophon, Musette – Dewey Redman; Trompete, Piano – Don Cherry       |
| Playing (ECM, 1980)      | ECM                       | 1980     | 1981             | Kontrabass – Charlie Haden; Schlagzeug – Ed Blackwell; Tenorsaxophon, Musette – Dewey Redman; Trompete, Piano – Don Cherry |
| Live in Saalfelden, 1986 | Condition West Recordings | 1986     | 2017             | Kontrabass – Charlie Haden; Schlagzeug – Paul Motian; Tenorsaxophon, Musette – Dewey Redman; Trompete, Piano – Don Cherry  |
| A Tribute to Blackwell   | Black Saint               | 1987     | 1990             | Bass – Charlie Haden; Schlagzeug – Ed Blackwell; Tenorsaxophon – Dewey Redman; Trompete – Don Cherry                       |

The Montreal Tapes
| Album                                                                               | Musiklabel | Aufnahme | Veröffentlichung | Besetzung |
| ----------------------------------------------------------------------------------- | ---------- | -------- | ---------------- | --- |
| The Montreal Tapes: Tribute to Joe Henderson                                        | Verve      | 1989     | 2003             | Kontrabass – Charlie Haden; Schlagzeug – Al Foster; Saxophon – Joe Henderson |
| The Montréal Tapes: with Geri Allen and Paul Motian                                 | Verve      | 1989     | 1998             | Bass – Charlie Haden; Schlagzeug – Paul Motian; Piano – Geri Allen |
| The Montreal Tapes: with Don Cherry and Ed Blackwell                                | Verve      | 1989     | 1994             | Bass – Charlie Haden; Schlagzeug – Ed Blackwell; Trompete – Don Cherry |
| The Montreal Tapes: with Gonzalo Rubalcaba and Paul Motian (rec. 1989, Verve, 1997) | Verve      | 1989     | 1998             | Bass – Charlie Haden; Schlagzeug – Paul Motian; Piano – Gonzalo Rubalcaba |
| The Montreal Tapes: with Paul Bley and Paul Motian                                  | Verve      | 1989     | 1994             | Bass – Charlie Haden; Schlagzeug – Paul Motian; Piano – Paul Bley |
| The Montreal Tapes: Liberation Music Orchestra                                      | Verve      | 1989     | 1999             | Altsaxophon – Ken McIntyre; Bass – Charlie Haden; Schlagzeug – Paul Motian; Waldhorn – Sharon Freeman; Gitarre – Mick Goodrick; Piano – Geri Allen; Tenorsaxophon – Ernie Watts, Joe Lovano; Posaune – Ray Anderson; Trompete – Stanton Davis, Tom Harrell; Tuba – Joe Daley |

Weitere Aufnahmen als Bandleader oder Co-Leader
| Album                                                                                 | Musiklabel    | Aufnahme                  | Veröffentlichung | Besetzung |
| ------------------------------------------------------------------------------------- | ------------- | ------------------------- | ---------------- | --- |
| As Long as There’s Music mit Hampton Hawes                                            | Artists House | 1976                      | 1978             | Bass – Charlie Haden; Piano – Hampton Hawes |
| Closeness (Duette mit Ornette Coleman, Keith Jarrett, Alice Coltrane und Paul Motian) | Horizon       | 1976                      | 1976             | Bass – Charlie Haden; Piano – Keith Jarrett Bass – Charlie Haden; Altsaxophon – Ornette Coleman Bass – Charlie Haden; Harfe – Alice Coltrane Bass – Charlie Haden; Perkussion – Paul Motian |
| The Golden Number                                                                     | Horizon       | 1976                      | 1977             | Bass – Charlie Haden; Piano – Hampton Hawes (bei einem Titel); Tenorsaxophon – Archie Shepp (bei einem Titel); Trompete – Ornette Coleman (bei einem Titel); Trompete, Flöte – Don Cherry (bei einem Titel) |
| Soapsuds, Soapsuds (mit Ornette Coleman)                                              | Artists House | 1977                      | 1979             | Bass – Charlie Haden; Tenorsaxophon, Trompete – Ornette Coleman |
| Gitane (mit Christian Escoudé)                                                        | All Life      | 1978                      | 1979             | Kontrabass – Charlie Haden; akustische Gitarre – Christian Escoude |
| Mágico (mit Jan Garbarek und Egberto Gismonti)                                        | ECM           | 1979                      | 1980             | Bass – Charlie Haden; Gitarre, Piano – Egberto Gismonti; Saxophon – Jan Garbarek |
| Folk Songs (mit Jan Garbarek und Egberto Gismonti)                                    | ECM           | 1979                      | 1981             | Bass – Charlie Haden; Gitarren, Piano – Egberto Gismonti; Tenorsaxophon, Sopransaxophon – Jan Garbarek |
| Mágico: Carta de Amor (mit Jan Garbarek und Egberto Gismonti)                         | ECM           | 1981                      | 2012             | Kontrabass – Charlie Haden; Gitarren, Piano – Egberto Gismonti; Tenorsaxophon, Sopransaxophon – Jan Garbarek |
| Time Remembers One Time Once (mit Denny Zeitlin)                                      | ECM           | 1981                      | 1983             | Bass – Charlie Haden; Piano – Denny Zeitlin |
| Etudes (mit Geri Allen und Paul Motian)                                               | Soul Note     | 1987                      | 1988             | Bass – Charlie Haden; Perkussion – Paul Motian; Piano – Geri Allen |
| Silence (mit Chet Baker, Enrico Pieranunzi und Billy Higgins)                         | Soul Note     | 1987                      | 1989             | Bass – Charlie Haden; Schlagzeug – Billy Higgins; Piano – Enrico Pieranunzi; Trompete, Gesang – Chet Baker |
| In Montreal (mit Egberto Gismonti)                                                    | ECM           | 1989                      | 2001             | Kontrabass – Charlie Haden; Gitarre, Piano – Egberto Gismonti |
| Segments (mit Geri Allen und Paul Motian)                                             | DIW Records   | 1989                      | 1989             | Bass – Charlie Haden; Perkussion – Paul Motian; Piano – Geri Allen |
| First Song (mit Enrico Pieranunzi und Billy Higgins)                                  | Soul Note     | 1990                      | 1992             | Bass – Charlie Haden; Schlagzeug – Billy Higgins; Piano – Enrico Pieranunzi |
| Charlie Haden/Jim Hall (mit Jim Hall)                                                 | Impulse!      | 1990                      | 2014             | Bass – Charlie Haden; Gitarre – Jim Hall |
| Dialogues (mit Carlos Paredes)                                                        | Antilles      | 1990                      | 1990             | Bass – Charlie Haden; portugiesische Gitarre – Carlos Paredes |
| Steal Away (mit Hank Jones)                                                           | Verve         | 1994                      | 1995             | Bass – Charlie Haden; Piano – Hank Jones |
| Night and the City (mit Kenny Barron)                                                 | Verve         | 1996                      | 1998             | Bass – Charlie Haden; Piano – Kenny Barron |
| Beyond the Missouri Sky (Short Stories) (mit Pat Metheny)                             | Verve         | 1996                      | 1997             | akustische Gitarre, weitere Instrumente – Pat Metheny; Bass – Charlie Haden |
| None But the Lonely Heart (mit Chris Anderson)                                        | Naim          | 1997                      | 1997             | Bass – Charlie Haden; Piano – Chris Anderson |
| Nocturne (mit Gonzalo Rubalcaba)                                                      | Verve         | 2000                      | 2001             | akustische Gitarre – Pat Metheny (bei einem Titel); Bass – Charlie Haden; Schlagzeug, Perkussion – Ignacio Berroa; Piano – Gonzalo Rubalcaba; Tenorsaxophon – Davis Sanchez (bei zwei Titeln), Joe Lovano (bei vier Titeln); Violine – Federico Britos Ruiz (bei drei Titeln) |
| American Dreams (mit Michael Brecker)                                                 | Verve         | 2002                      | 2002             | Bass – Charlie Haden; Cello – Anne Karam (bei acht Titeln), Daniel Smith (bei acht Titeln), Ernie Ehrhardt (bei acht Titeln), Jerome Kessler (bei acht Titeln), Jodi Burnett (bei acht Titeln), Larry Corbett (bei acht Titeln), Suzie Katayama (bei acht Titeln); Kontrabass – Charles Berghofer (bei acht Titeln), Edward Meares (bei acht Titeln), Norman Ludwin (bei acht Titeln), Putter Smith (bei acht Titeln); Schlagzeug – Brian Blade; Harfe – Gayle Levant (bei acht Titeln); Piano – Brad Mehldau; Tenorsaxophon – Michael Brecker (bei elf Titeln); Viola – Carole Mukogawa (bei acht Titeln), Denyse Buffum (bei acht Titeln), Harry Shirinian (bei acht Titeln), James Ross (bei acht Titeln), Marilyn Baker (bei acht Titeln), Ray Tischer (bei acht Titeln); Violine – Armen Garabedian (bei acht Titeln), Berj Garabedian (bei acht Titeln), Bruce Dukov (bei acht Titeln), Charles Everett (bei acht Titeln), Darius Campo (bei acht Titeln), Joel Dearouin (bei acht Titeln), John Wittenberg (bei acht Titeln), Kirsten Fife (bei acht Titeln), Mari Tsumura (bei acht Titeln), Maurice Dicterow (bei acht Titeln), Murray Adler (bei acht Titeln), Joe Ketendjian (bei acht Titeln), Patricia Johnson (bei acht Titeln), Peter Kent (bei acht Titeln), Pip Clarke-Ling (bei acht Titeln), Shari Zippert (bei acht Titeln), Susan Chatman (bei acht Titeln) |
| Land of the Sun mit Gonzalo Rubalcaba (Verve, 2004)                                   | Verve         | 2003                      | 2004             | Altsaxophon – Miguel Zenon; Bass – Charlie Haden; Bongos – Juan De La Cruz (bei einem Titel); Schlagzeug, Perkussion – Ignacio Berroa; Flöte – Oriente Lopez; Gitarre – Larry Koonse, Lionel Loueke; Piano, Perkussion – Gonzalo Rubalcaba; Tenorsaxophon – Joe Lovano (bei acht Titeln); Trompete, Flügelhorn – Michael Rodriguez |
| Nightfall mit John Taylor (Naim, 2004)                                                | Naim          | 2003                      | 2004             | Kontrabass – Charlie Haden; Piano – John Taylor |
| Tokyo Adagio (mit Gonzalo Rubalcaba)                                                  | Impulse!      | 2005                      | 2015             | Bass – Charlie Haden; Piano – Gonzalo Rubalcaba |
| Heartplay (mit Antonio Forcione)                                                      | Naim          | 2006                      | 2006             | Bass – Charlie Haden; Gitarre – Antonio Forcione |
| Long Ago and Far Away (mit Brad Mehldau)                                              | Impulse!      | 2007                      | 2018             | Bass – Charlie Haden; Piano – Brad Mehldau |
| Rambling Boy                                                                          | EmArcy        | 2008 (ein Stück von 1939) | 2008             | Banjo – Béla Fleck; Dobro – Jerry Douglas; Fiddle – Stuart Duncan; Gitarre – Bryan Sutton, John Leventhal, Pat Metheny; Gitarre, Mandoline – Russ Barenberg; Harmonika – Buddy Greene; Mandoline – Sam Bush; Piano – Buck White; Bass, Gesang – Charlie Haden; Gesang – Ruth Cameron; Gesang – Elvis Costello, Jack Black, Josh Haden, Petra Haden, Rachel Haden, Rosanna Cash, Vince Gill; Gesang, Cello – Tanya Haden; Gesang, Gitarre, Mandoline, Banjo – Ricky Skaggs; Gesang, Mandoline – Dan Tyminski; Gesang, Piano – Bruce Hornsby |
| Come Sunday (mit Hank Jones)                                                          | EmArcy        | 2010                      | 2011             | Bass – Charlie Haden; Piano – Hank Jones |

## Aufnahmen als Sideman
Mit Geri Allen und Paul Motian
| Album                                         | Musiklabel     | Aufnahme | Veröffentlichung | Besetzung                                                          |
| --------------------------------------------- | -------------- | -------- | ---------------- | ------------------------------------------------------------------ |
| In the Year of the Dragon                     | JMT            | 1989     | 1989             | Bass – Charlie Haden; Piano – Geri Allen; Schlagzeug – Paul Motian |
| Segments                                      | DIW            | 1989     | 1989             | Bass – Charlie Haden; Piano – Geri Allen; Schlagzeug – Paul Motian |
| Live at the Village Vanguard                  | DIW            | 1990     | 1991             | Bass – Charlie Haden; Piano – Geri Allen; Schlagzeug – Paul Motian |
| Live at the Village Vanguard: Unissued Tracks | Somethin’ Cool | 1990     | 2021             | Bass – Charlie Haden; Piano – Geri Allen; Schlagzeug – Paul Motian |

Mit Ray Anderson
| Album           | Musiklabel  | Aufnahme | Veröffentlichung | Besetzung |
| --------------- | ----------- | -------- | ---------------- | --- |
| Every One of Us | Gramavision | 1992     | 1992             | Kontrabass – Charlie Haden; Schlagzeug – Ed Blackwell; Piano – Simon Nabotov; Posaune, Gesang – Ray Anderson |

Mit Ginger Baker und Bill Frisell
| Album                                 | Musiklabel | Aufnahme | Veröffentlichung | Besetzung |
| ------------------------------------- | ---------- | -------- | ---------------- | --- |
| Going Back Home                       | Atlantic   | 1994     | 1994             | Kontrabass – Charlie Haden; Schlagzeug, Gesang – Ginger Baker; elektrische Gitarre – Bill Frisell                                             |
| Falling Off the Roof (Atlantic, 1996) | Atlantic   | 1996     | 1996             | akustische Gitarre, elektrische Gitarre – Bill Frisell; Banjo – Bela Fleck (bei drei Titeln); Bass – Charlie Haden; Schlagzeug – Ginger Baker |

Mit Gato Barbieri
| Album           | Musiklabel      | Aufnahme | Veröffentlichung | Besetzung |
| --------------- | --------------- | -------- | ---------------- | --- |
| The Third World | Flying Dutchman | 1969     | 1970             | Bass – Charlie Haden; Schlagzeug – Beaver Harris; Perkussion – Richard Landrum; Piano – Lonnie Liston Smith; Tenorsaxophon, Flöte, Gesang – Gato Barbieri; Posaune – Roswell Rudd |

Mit Kenny Barron
| Album                          | Musiklabel | Aufnahme | Veröffentlichung | Besetzung                                                           |
| ------------------------------ | ---------- | -------- | ---------------- | ------------------------------------------------------------------- |
| Wanton Spirit (mit Roy Haynes) | Verve      | 1994     | 1994             | Bass – Charlie Haden; Schlagzeug – Roy Haynes; Piano – Kenny Barron |

Mit Beck
| Album  | Musiklabel | Aufnahme | Veröffentlichung | Besetzung |
| ------ | ---------- | -------- | ---------------- | --- |
| Odelay | DGC        |          | 1996             | akustische Gitarre, Slide-Gitarre, elektrische Gitarre, Gesang, Harmonika, Bass, Schlagzeug, Perkussion, Keyboards, elektrisches Piano, Clavinet, Orgel, Celesta – Beck Hansen; Schlagzeug – Joey Waronker (bei zwei Titeln); Orgel – Mike Boito (bei drei Titeln); Perkussion – Joey Waronker (bei drei Titeln); Bass – Charlie Haden. Charlie Haden ist bei dem Titel Ramshackle zu hören. |

Mit Carla Bley
| Album                                | Musiklabel | Aufnahme | Veröffentlichung | Besetzung |
| ------------------------------------ | ---------- | -------- | ---------------- | --- |
| Escalator over the Hill (JCOA, 1971) | JCOA       | 1971     | 1971             | akustische Gitarre – Sam Brown; Altsaxophon – Dewey Redman, Jimmy Lyons; Baritonsaxophon – Chris Woods; Bass – Charlie Haden, Jack Bruce, Richard Youngstein, Ron McClure; Bassposaune – Jack Jeffers; Glocken, Celesta – Bill Morimando; Cello – Calo Scott; Klarinette – Perry Robinson, Souren Baronian; Klarinette, Tenorsaxophon – Gato Barbieri, Peggy Imig; Congas – Roger Dawson; Schlagzeug – Paul Motian; Waldhorn – Bob Carlisle, Sharon Freeman; Gitarre – John McLaughlin; Orgel, Celesta – Carla Bley; Synthesizer [Moog] – Don Preston; Posaune – Jimmy Knepper, Roswell Rudd, Sam Burtis; Trompete – Don Cherry, Enrico Rava; Trompete – Michael Mantler; Tuba – John Buckingham; Vibraphon – Karl Berger; Viola – Nancy Newton; Violine – Leroy Jenkins; Gesang – Jack Bruce, Linda Ronstadt; Gesang – Bob Stewart, Howard Johnson, Jane Blackstone, Jeanne Lee, Karen Mantler, Paul Jones, Rosalind Hupp, Sheila Jordan, Steve Ferguson, Timothy Marquand, Viva |
| Musique Mecanique (Watt, 1978)       | WATT       | 1978     | 1979             | akustische Gitarre, elektrische Gitarre – Eugene Chadbourne; Altsaxophon, Klarinette, Flöte – Alan Braufman; Bass – Steve Swallow; Schlagzeug – D. SHarfee; Waldhorn – John Clark; Glockenspiel – Karen Mantler; Orgel – Carla Bley; Piano – Carla Bley (bei einem Titel), Terry Adams; Tenorsaxophon, Bassklarinette – Gary Windo; Posaune – Roswell Rudd; Trompete – Michael Mantler; Tuba – Bob Stewart Charlie Haden ist bei dem Titel Jesus Maria and Other Spanish Strains zu hören |

Mit Paul Bley
| Album                          | Musiklabel          | Aufnahme | Veröffentlichung | Besetzung |
| ------------------------------ | ------------------- | -------- | ---------------- | --- |
| Solemn Meditation              | GNP Crescendo       | 1957     | 1958             | Bass – Charlie Haden; Schlagzeug – Lennie McBrowne; Piano – Paul Bley; Vibraphon – Dave Pike                              |
| Live at the Hilcrest Club 1958 | Inner City          | 1958     | 1976             | Altsaxophon – Ornette Coleman; Bass – Charlie Haden; Schlagzeug – Billy Higgins; Piano – Paul Bley; Trompete – Don Cherry |
| Coleman Classics Volume 1      | Improvising Artists | 1958     | 1977             | Altsaxophon – Ornette Coleman; Bass – Charlie Haden; Schlagzeug – Billy Higgins; Piano – Paul Bley; Trompete – Don Cherry |
| Memoirs                        | Soul Note           | 1990     | 1992             | Bass – Charlie Haden; Schlagzeug – Paul Motian; Piano – Paul Bley                                                         |

Mit Jane Ira Bloom
| Album         | Musiklabel | Aufnahme | Veröffentlichung | Besetzung                                                                                             |
| ------------- | ---------- | -------- | ---------------- | --- |
| Mighty Lights | Enja       | 1982     | 1982             | Bass – Charlie Haden; Schlagzeug – Ed Blackwell; Piano – Fred Hersch; Sopransaxophon – Jane Ira Bloom |

Mit Dušan Bogdanović
| Album         | Musiklabel | Aufnahme | Veröffentlichung | Besetzung                                                                                       |
| ------------- | ---------- | -------- | ---------------- | ----------------------------------------------------------------------------------------------- |
| Early to Rise | Palo Alto  | 1983     | 1984             | Bass – Charlie Haden; Flöte – James Newton; Gitarre – Dušan Bogdanović; Perkussion – Tony Jones |

Mit Charles Brackeen
| Album    | Musiklabel  | Aufnahme | Veröffentlichung | Besetzung                                                                                                |
| -------- | ----------- | -------- | ---------------- | --- |
| Rhythm X | Strata-East | 1968     | 1973             | Bass – Charlie Hayden; Schlagzeug – Edward Blackwell; Saxophon – Charles Brackeen; Trompete – Don Cherry |

Mit Michael Brecker
| Album                            | Musiklabel | Aufnahme      | Veröffentlichung | Besetzung |
| -------------------------------- | ---------- | ------------- | ---------------- | --- |
| Michael Brecker                  | Impulse!   | 1987          | 1987             | Bass – Charlie Haden; Schlagzeug – Jack DeJohnette; Gitarre – Pat Metheny; Keyboards – Kenny Kirkland; Synthesizer – Robby Kilgore; Tenorsaxophon, Saxophon – Michael Brecker |
| Don’t Try This at Home           | Impulse!   | 1988          | 1988             | Kontrabass – Charlie Haden (bei fünf Titeln); Bass – Jeff Andrews (bei drei Titeln); Schlagzeug – Adam Nussbaum (bei drei Titeln), Jack DeJohnette (bei drei Titeln), Peter Erskine (bei einem Titel); Gitarre – Mike Stern (bei vier Titeln); Piano – Don Grolnick (bei drei Titeln), Herbie Hancock (bei zwei Titeln), Joey Calderazzo (bei zwei Titeln); Synthesizer – Jim Beard (bei einem Titel); Tenorsaxophon, Electronic Wind Instrument – Michael Brecker; Violine – Mark O’Connor (bei einem Titel) |
| Nearness of You: The Ballad Book | Verve      | 2000 und 2001 | 2001             | Bass – Charlie Haden; Schlagzeug – Jack DeJohnette; Gitarre – Pat Metheny; Perkussion – Dave Samuels; Piano – Herbie Hancock; Tenorsaxophon – Michael Brecker; Gesang – James Taylor (bei zwei Titeln) |

Mit Gavin Bryars
| Album                  | Musiklabel  | Aufnahme | Veröffentlichung | Besetzung |
| ---------------------- | ----------- | -------- | ---------------- | --- |
| Farewell to Philosophy | Point Music | 1995     | 1996             | Cello – Julian Lloyd Webber (als Solist beim siebenteiligen Cello Concerto); Dirigent – James Judd (beim Cello Concerto und By the Vaar); Kontrabass – Charlie Haden (als Solist beim dreiteiligen By the Vaar); Orchester – English Chamber Orchestra (beim Cello Concerto und By the Vaar); Nexus (beim dreiteiligen One Last Bar, Then Joe Can Sing); Perkussionssolisten – Bill Cahn, Bob Becker, John Wyre, Robin Engelman und Russ Hartenberger (bei One Last Bar, Then Joe Can Sing). Die Suite By the Vaar widmete Gavin Bryars Haden. |

Mit Henry Butler
| Album         | Musiklabel | Aufnahme | Veröffentlichung | Besetzung |
| ------------- | ---------- | -------- | ---------------- | --- |
| Fivin’ Around | Impulse!   | 1986     | 1986             | Bass – Charlie Haden; Cello – Gloria Strassner (bei zwei Titeln); Schlagzeug – Billy Higgins; Flöte – Steve Kujala; Oboe – Jeff Clayton; Piano – Henry Butler; Tenorsaxophon – Azar Lawrence; Trompete – Freddie Hubbard; Viola – Roxann Jacobson (bei zwei Titeln); Violine – Richard Greene (bei zwei Titeln), Margaret Wooten (bei zwei Titeln) |

Mit Ruth Cameron
| Album       | Musiklabel | Aufnahme | Veröffentlichung | Besetzung |
| ----------- | ---------- | -------- | ---------------- | --- |
| First Songs | Emarcy     | 1997     | 1998             | Bass – Charlie Haden; Schlagzeug – Larance Marable; Piano – Chris Dawson; Gesang – Ruth Cameron |
| Roadhouse   | Emarcy     | 1999     | 2000             | Arrangeur – Alan Broadbent; Bass – Charlie Haden; Schlagzeug – Larance Marable; Piano – Alan Broadbent (bei sieben Titeln), Brad Mehldau (bei zwei Titeln), Chris Dawson (bei einem Titel), Mike Melvoin (bei zwei Titeln); Tenorsaxophon – Gary Foster (bei einem Titel), Ralph Moore (bei fünf Titeln); Violine – Federico Britos Ruiz (bei drei Titeln); Gesang – Ruth Cameron |

Mit Don Cherry
| Album                  | Musiklabel | Aufnahme | Veröffentlichung | Besetzung |
| ---------------------- | ---------- | -------- | ---------------- | --- |
| Relativity Suite       | JCOA       | 1973     | 1973             | Altsaxophon, Gesang – Carlos Ward; Bass – Charlie Haden; Cello – Jane Robertson, Pat Dixon; Schlagzeug – Ed Blackwell; Waldhorn – Sharon Freeman; Perkussion – Paul Motian; Piano – Carla Bley; Tenorsaxophon, Gesang – Dewey Redman, Frank Lowe; Posaune – Brian Trentham; Trompete, Holzblasinstrumente, Gesang, Perkussion – Don Cherry; Tuba – Jack Jeffers; Viola – Joan Kalisch, Nancy Newton; Violine – Leroy Jenkins |
| Brown Rice (EMI, 1975) | EMI        | 1975     | 1975             | Bass – Charlie Haden; elektrische Bongos – Bunchie Fox; Schlagzeug – Billy Higgins; elektrisches Piano, Gesang, Trompete – Don Cherry; Piano – Ricky Cherry; Saxophon – Frank Lowe; Gesang – Verna Gillis; Tanpura – Moki Cherry |
| Art Deco               | A&M        | 1988     | 1989             | Bass – Charlie Haden; Schlagzeug – Billy Higgins; Tenorsaxophon – James Clay; Trompete – Don Cherry |

Mit Ornette Coleman
| Album                                                     | Musiklabel                    | Aufnahme | Veröffentlichung | Besetzung |
| --------------------------------------------------------- | ----------------------------- | -------- | ---------------- | --- |
| The Shape of Jazz to Come                                 | Atlantic                      | 1959     | 1959             | Altsaxophon – Ornette Coleman; Kornett – Don Cherry; Kontrabass – Charlie Haden; Schlagzeug – Billy Higgins |
| Change of the Century                                     | Atlantic                      | 1960     | 1960             | Altsaxophon – Ornette Coleman; Bass – Charlie Haden; Schlagzeug – Billy Higgins; Trompete – Donald Cherry |
| This Is Our Music                                         | Atlantic                      | 1960     | 1960             | Altsaxophon – Ornette Coleman; Bass – Charlie Haden; Schlagzeug – Ed Blackwell; Trompete – Don Cherry |
| The Art of the Improvisers                                | Atlantic                      | 1959–60  | 1970             | Altsaxophon, Tenorsaxophon – Ornette Coleman; Bass – Charlie Haden (bei fünf Titeln), Jimmy Garrison (bei einem Titel), Scott LaFaro (bei einem Titel); Kornett, Trompete – Don Cherry; Schlagzeug – Billy Higgins (bei zwei Titeln), Ed Blackwell (bei vier Titeln) |
| To Whom Who Keeps a Record (rec. 1959–60, Atlantic, 1975) | Atlantic                      | 1959–60  | 1975             | Altsaxophon – Ornette Coleman; Bass – Charlie Haden; Kornett – Don Cherry (bei einem Titel); Schlagzeug – Billy Higgins (bei einem Titel), Ed Blackwell (bei vier Titeln); Trompete – Don Cherry (bei vier Titeln) |
| Free Jazz: A Collective Improvisation                     | Atlantic                      | 1961     | 1961             | Altsaxophon – Ornette Coleman; Bass – Charlie Haden, Scott LaFaro; Bassklarinette – Eric Dolphy; Schlagzeug – Billy Higgins, Ed Blackwell; Trompete – Freddie Hubbard; Trompete – Don Cherry |
| The Empty Foxhole                                         | Blue Note                     | 1966     | 1966             | Altsaxophon, Trompete, Violine – Ornette Coleman; Bass – Charlie Haden; Schlagzeug – Ornette Denardo Coleman |
| Ornette at 12                                             | Impulse!                      | 1968     | 1969             | Bass – Charlie Haden; Schlagzeug – Denardo Coleman; Violine, Trompete, Altsaxophon – Ornette Coleman |
| Crisis                                                    | Impulse!                      | 1969     | 1972             | Bass – Charlie Haden; Klarinette, Tenorsaxophon – Dewey Redman; Schlagzeug – Ornette Denardo Coleman; Flöte, Trompete – Don Cherry; Altsaxophon, Violine – Ornette Coleman |
| Friends and Neighbors: Live at Prince Street              | Flying Dutchman               | 1970     | 1970             | Altsaxophon, Trompete, Violine – Ornette Coleman; Bass – Charlie Haden; Schlagzeug – Ed Blackwell; Tenorsaxophon – Dewey Redman |
| Science Fiction                                           | Columbia                      | 1971     | 1972             | Altsaxophon – Ornette Coleman; Bass – Charlie Haden; Schlagzeug – Billy Higgins, Ed Blackwell; Tenorsaxophon – Dewey Redman; Trompete – Carmon Fornarotto, Gerard Schwarg; Gesang – Asha Puthli; Trompete – Don Cherry; Trompete – Bobby Bradford; Gesang – David Henderson |
| Broken Shadows                                            | Columbia                      | 1971–72  | 1982             | Altsaxophon – Ornette Coleman; Kontrabass – Charlie Haden; Schlagzeug – Billy Higgins, Ed Blackwell; Tenorsaxophon – Dewey Redman; Trompete – Bobby Bradford; Trompete – Don Cherry; Schlagzeug – Billy Higgins; Piano – Cedar Walton; Gesang – Webster Armstrong; elektrische Gitarre – Jim Hall                                                                                           |
| In All Languages                                          | Caravan of Dreams Productions | 1987     | 1987             | Altsaxophon, Tenorsaxophon – Ornette Coleman; Trompete – Don Cherry; Kontrabass – Charlie Haden; Schlagzeug – Billy Higgins; nur auf der ersten Platte. Auf der zweiten Platte ist Coleman mit der Prime Time zu hören: Altsaxophon, Trompete – Ornette Coleman; Gitarre – Bern Nix, Charlie Ellerbee; Bass – Al MacDowell, Jamaaladeen Tacuma; Schlagzeug – Calvin Weston, Denardo Coleman |

Mit Alice Coltrane
| Album                    | Musiklabel | Aufnahme       | Veröffentlichung | Besetzung |
| ------------------------ | ---------- | -------------- | ---------------- | --- |
| Journey in Satchidananda | Impulse!   | 1970           | 1971             | Bass – Cecil McBee (bei vier Titeln); Glocken, Tamburin – Majid Shabazz (bei vier Titeln); Schlagzeug – Rashied Ali; Harfe, Piano – Alice Coltrane; Sopransaxophon, Perkussion – Pharoah Sanders; Tambura – Tulsi (bei vier Titeln) |
| Eternity (Warner, 1975)  | Warner     |                | 1976             | Bass – Charlie Haden; Bassoon – Don Christlieb, Jack Marsh; Cello – Anne Goodman, Jackie Lustgarten, Ray Kelley; Schlagzeug, Perkussion, Gong – Ben Riley; Flöte – Fred Jackson, Hubert Laws; Waldhorn – Alan Robinson, Marylin Robinson; Orgel, Harfe, elektrisches Piano, Tambura – Alice Coltrane; Sopransaxophon – Jerome Richardson; Tenorsaxophon – Jackie Kelso, Terry Harrington; Posaune – Charlie Loper, George Bohanon; Trompete – Oscar Brashear, Paul Hubinon; Tuba – Tommy Johnson; Viola – Mike Nowack, Pamela Goldsmith, Rollice Dale; Violine – Gordon Marron, Murray Adler, Nathan Kaproff, Polly Sweeney, Sid Sharfe, Bill Kurasch; Congas – Armando Peraza; Schlagzeug – Ben Riley; Gesang – Deborah Coomer, Edward Cansino, Jean Packer, Paul Vorwerk, Susan Judy, William Yeomans; Glocken – Ed Michel; Klarinette – Jackie Kelso, Terry Harrington; Bassklarinette – Julian Spear; Contrabassoon – Jo Ann Caldwell; Waldhorn – Ernie Watts; Flöte – Fred Jackson, Hubert Laws; Altflöte – Jerome Richardson; Waldhorn – Alan Robinson, Art Maebe, Marylin Robinson, Vince De Rosa; Oboe – Gene Cipriano, John Ellis; Orgel, Timpani, Cymbal – Alice Coltrane; Piccolo Flöte – Louise Di Tullio |
| Translinear Light        | Impulse!   | 2000 2002 2004 | 2004             | Arrangeur – Alice Coltrane (bei vier Titeln); Bass – Charlie Haden (bei vier Titeln), James Genus (bei drei Titeln); Schlagzeug – Jeff "Tain" Watts (bei drei Titeln); Schlagzeug – Jack DeJohnette (bei fünf Titeln); Wurlitzer-Orgel, Piano, Synthesizer – Alice Coltrane; Perkussion, Saxophon – Ravi Coltrane (bei fünf Titeln); Altsaxophon – Oran Coltrane (bei einem Titel); Gesang – The Sai Anantam Ashram Singers (bei einem Titel) |

Mit John Coltrane
| Album                          | Musiklabel | Aufnahme      | Veröffentlichung | Besetzung |
| ------------------------------ | ---------- | ------------- | ---------------- | --- |
| The Avant-Garde mit Don Cherry | Atlantic   | 1960          | 1966             | Kontrabass – Charlie Haden (bei zwei Titeln), Percy Heath (bei drei Titeln); Schlagzeug – Ed Blackwell; Sopran- und Tenorsaxophon – John Coltrane; Trompete – Don Cherry |
| Infinity                       | Impulse!   | 1965–66, 1972 | 1972             | Bass – Charlie Haden (bei drei Titeln, Aufnahme 1972 unter Regie von Alice Coltrane), Jimmy Garrison (bei zwei Titeln 1965–66); Glocken, Saiteninstrumente – Oran Coltrane (bei einem Titel); Cello – Edgar Lustgarten, Jesse Ehrlich; Schlagzeug, Saiteninstrumente – Elvin Jones (bei zwei Titeln 1965–66); Harfe, Orgel, Piano, Tambura, Timpani, Vibraphon, Arrangement – Alice Coltrane; Perkussion, Saiteninstrumente – Rashied Ali (bei zwei Titeln), Ray Appleton (bei zwei Titeln); Piano – McCoy Tyner (bei zwei Titeln); Tambura – Joan Chapman (bei einem Titel); Tenorsaxophon, Bassklarinette – John Coltrane; Tenorsaxophon, Flöte – Pharoah Sanders (bei einem Titel); Viola – Myra Kestenbaum, Rollice Dale; Violine – Gerald Vinci, Gordon Marron, James Getzoff, Michael White, Murray Adler |

Mit James Cotton
| Album             | Musiklabel | Aufnahme | Veröffentlichung | Besetzung |
| ----------------- | ---------- | -------- | ---------------- | --- |
| Deep in the Blues | Verve      | 1995     | 1996             | akustische Gitarre – Joe Louis Walker (bei neun Titeln); Bass – Charlie Haden (bei zehn Titeln); Harmonika – James Cotton (bei acht Titeln); Piano – Dave Maxwell (bei drei Titeln); Steel-Gitarre – Joe Louis Walker (bei einem Titel); Gesang – James Cotton (bei acht Titeln) |

Mit Robert Downey Jr.
| Album        | Musiklabel | Aufnahme | Veröffentlichung | Besetzung |
| ------------ | ---------- | -------- | ---------------- | --- |
| The Futurist | Sony       | 2004     | 2004             | Charlie Haden ist beim Titel „Smile“ zu hören mit: Lead Gesang – Robert Downey Jr.; Piano – Alan Broadbent; Bass – Charlie Haden |

Mit Dizzy Gillespie
| Album       | Musiklabel  | Aufnahme | Veröffentlichung | Besetzung |
| ----------- | ----------- | -------- | ---------------- | --- |
| Rhythmstick | CTI Records | 1989     | 1990             | Altsaxophon – Phil Woods (bei acht Titeln); Arrangeur – Benny Golson; Bass – Charlie Haden (bei vier Titeln); Schlagzeug – Airto (bei einem Titel), Bernard Purdie (bei zwei Titeln), Marvin "Smitty" Smith (bei fünf Titeln); elektrischer Bass – Anthony Jackson (bei fünf Titeln); elektrische Gitarre – John Scofield (bei zwei Titeln), Robben Ford (bei zwei Titeln); Flügelhorn – Art Farmer (bei vier Titeln); Gitarre – Romero Lubambo (bei fünf Titeln); Hammond-Orgel – Jim Beard (bei einem Titel); Hammond-Orgel – Jimmy McGriff (bei einem Titel); Perkussion – Airto (bei fünf Titeln), Tito Puente (bei zwei Titeln); Perkussion – Dizzy Gillespie (bei zwei Titeln); Piano – Hilton Ruiz (bei zwei Titeln); Sopransaxophon – Bob Berg (bei einem Titel); Synthesizer – Jim Beard (bei vier Titeln); Bass-Synthesizer – Benny Golson (bei einem Titel); Synthesizer – Jim Beard (bei einem Titel); Tenorsaxophon – Bob Berg (bei acht Titeln); Trompete – Art Farmer (bei sieben Titeln), Dizzy Gillespie (bei zwei Titeln); Trompete – Jon Faddis (bei sechs Titeln), Randy Brecker (bei vier Titeln); Gesang – Airto (bei einem Titel), Amy Roslyn (bei einem Titel), Diana Moreira (bei einem Titel), Flora Purim (bei fünf Titeln), Janice Pendarvis (bei einem Titel) |

Mit Jim Hall
| Album                                                              | Musiklabel | Aufnahme | Veröffentlichung | Besetzung                                |
| ------------------------------------------------------------------ | ---------- | -------- | ---------------- | ---------------------------------------- |
| Charlie Haden/Jim Hall (1990 [2014]) / Live in Montreal, July 1990 | Impulse!   | 1990     | 2014             | Bass – Charlie Haden; Gitarre – Jim Hall |

Mit Tom Harrell
| Album | Musiklabel   | Aufnahme | Veröffentlichung | Besetzung |
| ----- | ------------ | -------- | ---------------- | --- |
| Form  | Contemporary | 1990     | 1990             | Bass – Charlie Haden; Schlagzeug – Paul Motian; Flöte – Cheryl Pyle (bei einem Titel); Piano – Danilo Perez; Tenorsaxophon – Joe Lovano; Trompete, Flügelhorn – Tom Harrell |

Mit Joe Henderson
| Album                         | Musiklabel  | Aufnahme | Veröffentlichung | Besetzung |
| ----------------------------- | ----------- | -------- | ---------------- | --- |
| The Elements                  | Milestone   | 1973     | 1974             | Bass – Charlie Haden; Congas, chinesische, afrikanische und indische Glocken, Gong, Talking Drum, Perkussion – Kenneth Nash; Schlagzeug – Ndugu (Leon Chancler) (bei zwei Titeln); Flöte – Kenneth Nash (bei einem Titel); Piano, Harfe, Tambura, Harmonium – Alice Coltrane; Tabla, Perkussion – Baba Duru Oshun; Tenorsaxophon, Flöte, Altflöte – Joe Henderson; Violine – Michael White (bei drei Titeln) |
| An Evening with Joe Henderson | Red Records | 1987     | 1992             | Bass – Charlie Haden; Schlagzeug – Al Foster; Tenorsaxophon – Joe Henderson |

Mit Fred Hersch
| Album     | Musiklabel        | Aufnahme | Veröffentlichung | Besetzung                                                          |
| --------- | ----------------- | -------- | ---------------- | ------------------------------------------------------------------ |
| Sarabande | Sunnyside Records | 1986     | 1987             | Bass – Charlie Haden; Schlagzeug – Joey Baron; Piano – Fred Hersch |

Mit Laurence Hobgood
| Album                 | Musiklabel | Aufnahme | Veröffentlichung | Besetzung |
| --------------------- | ---------- | -------- | ---------------- | --- |
| When the Heart Dances | Naim       | 2008     | 2008             | Kontrabass – Charlie Haden (bei neun Titeln); Piano – Laurence Hobgood; Gesang – Kurt Elling (bei drei Titeln) |

Mit Mark Isham
| Album                       | Musiklabel           | Aufnahme | Veröffentlichung | Besetzung |
| --------------------------- | -------------------- | -------- | ---------------- | --- |
| Songs My Children Taught Me | Windham Hill Records | 1991     | 1991             | Kontrabass – Charlie Haden (bei elf Titeln); Schlagzeug [Snare], Cymbal, Gong, Tamburin, Andere – Kurt Wortman (bei zwölf Titeln); Gitarre – Peter Maunu (bei elf Titeln); Oboe, English Horn, Bassklarinette, Saxophon, Flöte – Paul McCandless (bei elf Titeln); Bombarde, Ocarina, Flöte, Gong – Bill Douglass (bei neun Titeln); Gong, Keyboards, Electronics – Mark Isham (bei neun Titeln); Perkussion – Kurt Wortman (bei fünfzehn Titeln); Perkussion – Kurt Wortman (bei sieben Titeln); Synclavier – Gary Barlough (bei sieben Titeln), Mark Birmingham (bei sieben Titeln); Trompete, Flöte, Saxophon, Keyboards, Andere [Conch Shell] – Mark Isham (bei zwölf Titeln); Trompete, Electronics – Mark Isham (bei sieben Titeln); Violine – Charles Bisharat (bei sieben Titeln) |

Mit Keith Jarrett
| Album                       | Musiklabel | Aufnahme | Veröffentlichung | Besetzung |
| --------------------------- | ---------- | -------- | ---------------- | --- |
| Life Between the Exit Signs | Vortex     | 1967     | 1968             | Bass – Charlie Haden; Schlagzeug – Paul Motian; Piano – Keith Jarrett |
| Somewhere Before            | Atlantic   | 1968     | 1969             | Bass – Charlie Haden; Schlagzeug – Paul Motian; Piano – Keith Jarrett |
| The Mourning of a Star      | Atlantic   | 1971     | 1971             | Bass, Schlagzeug – Charlie Haden; Schlagzeug – Paul Motian; Piano, Flöte, Sopransaxophon, Schlagzeug – Keith Jarrett |
| El Juicio (The Judgement)   | Atlantic   | 1971     | 1975             | Bass – Charlie Haden; Schlagzeug – Paul Motian; Piano, Sopransaxophon, Flöte – Keith Jarrett; Steel Schlagzeug, Perkussion – Charlie Haden (bei einem Titel), Dewey Redman (bei einem Titel), Keith Jarrett (bei einem Titel), Paul Motian (bei einem Titel); Tenorsaxophon – Dewey Redman |
| Birth                       | Atlantic   | 1971     | 1972             | Banjo – Keith Jarrett (bei einem Titel); Bass – Charlie Haden (bei vier Titeln); Klarinette – Dewey Redman (bei zwei Titeln); Schlagzeug – Paul Motian (bei fünf Titeln); Perkussion – Dewey Redman (bei einem Titel), Paul Motian (bei zwei Titeln); Piano – Keith Jarrett (bei fünf Titeln); Flöte – Keith Jarrett (bei einem Titel); Sopransaxophon – Keith Jarrett (bei einem Titel); Steel Schlagzeug – Charlie Haden (bei einem Titel), Keith Jarrett (bei zwei Titeln); Tenorsaxophon – Dewey Redman (bei drei Titeln); Gesang – Keith Jarrett (bei einem Titel) |
| Expectations                | Columbia   | 1971     | 1972             | Bass – Charlie Haden; Schlagzeug – Paul Motian; Gitarre – Sam Brown; Perkussion – Airto Moreira; Piano, Sopransaxophon – Keith Jarrett; Tenorsaxophon – Dewey Redman |
| Hamburg ’72                 | ECM        | 1972     | 2014             | Kontrabass – Charlie Haden; Schlagzeug, Perkussion – Paul Motian; Piano, Flöte, Perkussion, Sopransaxophon – Keith Jarrett |
| Fort Yawuh                  | Impulse!   | 1973     | 1973             | Bass – Charlie Haden; Schlagzeug, Perkussion – Paul Motian; Perkussion – Danny Johnson; Piano, Tamburin, Sopransaxophon – Keith Jarrett; Tenorsaxophon, Musette, Maracas – Dewey Redman |
| Treasure Island             | Impulse!   | 1974     | 1974             | Bass – Charlie Haden; Schlagzeug, Perkussion – Paul Motian; Perkussion – Danny Johnson, Guilherme Franco; Piano – Keith Jarrett; Tenorsaxophon, Tamburin – Dewey Redman |
| Death and the Flower        | Impulse!   | 1974     | 1975             | Bass – Charlie Haden; Schlagzeug, Perkussion – Paul Motian; Perkussion – Guilherme Franco; Piano, Sopransaxophon, Perkussion, Flöte – Keith Jarrett; Tenorsaxophon, Perkussion – Dewey Redman |
| Backhand                    | Impulse!   | 1974     | 1975             | Bass – Charlie Haden; Schlagzeug, Perkussion – Paul Motian; Perkussion – Guilherme Franco; Piano, Flöte, Perkussion – Keith Jarrett; Tenorsaxophon, Musette, Maracas – Dewey Redman |
| Arbour Zena                 | ECM        | 1975     | 1976             | Bass – Charlie Haden; Dirigent – Mladen Gutesha; Orchester – Mitglieder des Radio Symphony Orchesters Stuttgart; Tenorsaxophon, Sopransaxophon – Jan Garbarek |
| Mysteries                   | Impulse!   | 1975     | 1976             | Bass – Charlie Haden; Schlagzeug, Perkussion – Paul Motian; Perkussion – Guilhermo Franco; Piano, Flöte, Schlagzeug, Perkussion – Keith Jarrett; Tenorsaxophon, Tamburin, Perkussion – Dewey Redman |
| Shades                      | Impulse!   | 1976     | 1976             | Bass – Charlie Haden; Schlagzeug, Perkussion – Paul Motian; Perkussion – Guilherme Franco; Piano, Schlagzeug, Perkussion – Keith Jarrett; Tenorsaxophon, Tamburin, Maracas – Dewey Redman |
| The Survivors’ Suite        | ECM        | 1976     | 1977             | Bass – Charlie Haden; Schlagzeug, Perkussion – Paul Motian; Piano, Sopransaxophon, Flöte, Celesta, Perkussion – Keith Jarrett; Tenorsaxophon, Perkussion – Dewey Redman |
| Byablue                     | Impulse!   | 1977     | 1977             | Bass – Charlie Haden; Schlagzeug – Paul Motion; Piano, Sopransaxophon, Perkussion – Keith Jarrett; Tenorsaxophon, Musette – Dewey Redman |
| Bop-Be                      | Impulse!   | 1977     | 1978             | Bass – Charlie Hayden; Schlagzeug, Perkussion – Paul Motian; Piano, Sopransaxophon, Perkussion – Keith Jarrett; Tenorsaxophon – Dewey Redman |
| Eyes of the Heart           | ECM        | 1976     | 1979             | Bass – Charlie Haden; Schlagzeug, Perkussion – Paul Motian; Piano, Sopransaxophon, Schlagzeug, Tamburin – Keith Jarrett; Tenorsaxophon, Tamburin, Maracas – Dewey Redman |
| Jasmine                     | ECM        | 2007     | 2010             | Kontrabass – Charlie Haden; Piano – Keith Jarrett |
| Last Dance                  | ECM        | 2007     | 2014             | Kontrabass – Charlie Haden; Piano – Keith Jarrett |

Mit Rickie Lee Jones
| Album   | Musiklabel     | Aufnahme | Veröffentlichung | Besetzung |
| ------- | -------------- | -------- | ---------------- | --- |
| Pop Pop | Geffen Records |          | 1991             | akustische Gitarre – RLj (bei einem Titel), Robben Ford (bei zehn Titeln), Michael O’Neil (bei zwei Titeln); Background-Gesang – April Gay (bei einem Titel), Arnold McCuller (bei einem Titel), David Was (bei einem Titel), Donny Gerrard (bei einem Titel), Terry Bradford (bei einem Titel); Bandoneon – Dino Saluzzi (bei drei Titeln); Bass – Charlie Haden (bei fünf Titeln), John Leftwich (bei sieben Titeln); Bongos – Walfredo Reyes (bei zwei Titeln); Klarinette – Bob Sheppard (bei einem Titel); Drehleier – Michael Greiner (bei einem Titel); Perkussion – Walfredo Reyes (bei einem Titel); Saxophon – Bob Sheppard (bei einem Titel), Joe Henderson (bei zwei Titeln); Shaker – Walfredo Reyes (bei einem Titel); Vibraphon – Charley Shoemake (bei einem Titel); Violine – Steve Kindler (bei einem Titel) |

Mit Lee Konitz und Brad Mehldau
| Album                              | Musiklabel | Aufnahme | Veröffentlichung | Besetzung                                                                                            |
| ---------------------------------- | ---------- | -------- | ---------------- | --- |
| Alone Together                     | Blue Note  | 1997     | 1997             | Bass – Charlie Haden; Piano – Brad Mehldau; Saxophon – Lee Konitz                                    |
| Another Shade of Blue              | Blue Note  | 1997     | 1999             | Altsaxophon – Lee Konitz; Bass – Charlie Haden; Piano – Brad Mehldau                                 |
| Live at Birdland (mit Paul Motian) | ECM        | 2009     | 2011             | Altsaxophon – Lee Konitz; Kontrabass – Charlie Haden; Schlagzeug – Paul Motian; Piano – Brad Mehldau |

Mit David Liebman
| Album       | Musiklabel | Aufnahme | Veröffentlichung | Besetzung |
| ----------- | ---------- | -------- | ---------------- | --- |
| Sweet Hands | Horizon    | 1975     | 1975             | Kontrabass – Charlie Haden (bei drei Titeln), Frank Tusa (bei vier Titeln); Glockenbaum – Richard Beirach (bei einem Titel); Chimes – David Liebman (bei einem Titel), Richie Beirach (bei einem Titel); Clavinet – Richie Beirach (bei zwei Titeln); Congas, Glocken, Tamburin, Shaker, Cymbal – Don Alias (bei sieben Titeln); Schlagzeug – Jeff Williams (bei fünf Titeln); elektrischer Bass – Frank Tusa (bei zwei Titeln); elektrische Gitarre, akustische Gitarre – John Abercrombie (bei vier Titeln); elektrisches Piano – Richard Beirach (bei drei Titeln); Flöte – David Liebman (bei vier Titeln); Piano – Richard Beirach (bei einem Titel); Sitar – Arooj Lazewal (bei zwei Titeln); Sopransaxophon – David Liebman (bei vier Titeln); Tabla, Ektare, Gesang – Badal Roy (bei drei Titeln); Tambura – Gita Roy (bei zwei Titeln); Tenorsaxophon – David Liebman (bei drei Titeln) |

Mit Abbey Lincoln
| Album                     | Musiklabel | Aufnahme | Veröffentlichung | Besetzung |
| ------------------------- | ---------- | -------- | ---------------- | --- |
| The World Is Falling Down | Verve      | 1990     | 1990             | Altsaxophon – Jerry Dodgion; Altsaxophon, Solist – Jackie McLean; Arrangeur – Ron Carter (bei drei Titeln); Bass – Charlie Haden; Schlagzeug – Billy Higgins; Piano – Alain Jean-Marie; Trompete, Flügelhorn – Clark Terry; Gesang – Abbey Lincoln |
| You Gotta Pay the Band    | Verve      | 1991     | 1991             | Arrangeur – Randolph Noel; Bass – Charlie Haden; Schlagzeug – Mark Johnson; Piano – Hank Jones; Tenorsaxophon – Stan Getz; Viola – Maxine Roach (bei zwei Titeln); Gesang, Arrangeur – Abbey Lincoln |
| A Turtle’s Dream          | Verve      | 1994     | 1995             | Arrangeur – Laurent Cugny (bei einem Titel), Randolph Noël (bei einem Titel); Bass – Charlie Haden, Christian McBride (bei zwei Titeln), Michael Bowie (bei zwei Titeln); Schlagzeug – Victor Lewis; Gitarre – Pat Metheny (bei vier Titeln); Gitarre, Background-Gesang – Lucky Peterson (bei einem Titel); Piano – Kenny Barron (bei zwei Titeln), Rodney Kendrick; Sopransaxophon – Julien Lourau (bei einem Titel); Tenorsaxophon – Julien Lourau (bei vier Titeln); Trompete – Roy Hargrove (bei zwei Titeln); Gesang – Abbey Lincoln |

Mit Joe Lovano
| Album              | Musiklabel | Aufnahme | Veröffentlichung | Besetzung |
| ------------------ | ---------- | -------- | ---------------- | --- |
| Universal Language | Blue Note  | 1992–93  | 1993             | Bass – Charlie Haden, Scott Lee (bei zwei Titeln); Schlagzeug – Jack DeJohnette; elektrischer Bass – Steve Swallow; Piano – Kenny Werner; Gesang – Judi Silvano; Tenorsaxophon, Altsaxophon, Sopransaxophon – Joe Lovano; Trompete – Tim Hagans |

Mit Michael Mantler
| Album                         | Musiklabel | Aufnahme | Veröffentlichung | Besetzung |
| ----------------------------- | ---------- | -------- | ---------------- | --- |
| The Jazz Composer’s Orchestra | JCOA       | 1968     | 1968             | Altsaxophon – Bob Donovan, Frank Wess (bei drei Titeln), Gene Hull (bei einem Titel), Jimmy Lyons (bei zwei Titeln); Baritonsaxophon – Charles Davis; Bass – Alan Silva (bei zwei Titeln), Bob Cunningham (bei zwei Titeln), Charlie Haden, Eddie Gomez (bei drei Titeln), Kent Carter (bei drei Titeln), Reggie Johnson (bei zwei Titeln), Reggie Workman, Richard Davis (bei einem Titel), Ron Carter (bei einem Titel), Steve Swallow (bei drei Titeln); Bassposaune – Jack Jeffers; Dirigent – Michael Mantler; Schlagzeug – Andrew Cyrille (bei drei Titeln), Beaver Harris (bei drei Titeln); Flügelhorn – Lloyd Michels, Randy Brecker (bei einem Titel), Stephen Furtado (bei zwei Titeln); Waldhorn – Julius Watkins (bei zwei Titeln), Bob Northern; Piano – Carla Bley (bei drei Titeln); Sopransaxophon – Al Gibbons, Steve Lacey (bei einem Titel), Steve Marcus (bei vier Titeln); Tenorsaxophon – Gato Barbieri (bei zwei Titeln), George Barrow (bei drei Titeln), Lew Tabackin; Posaune – Jimmy Knepper; Tuba – Howard Johnson |

Mit Adam Makowicz
| Album        | Musiklabel | Aufnahme | Veröffentlichung | Besetzung |
| ------------ | ---------- | -------- | ---------------- | --- |
| Naughty Baby | RCA        | 1987     | 1987             | Arrangeur, Piano – Adam Makowicz; Bass – Charlie Haden, Dave Holland (bei sechs Titeln); Schlagzeug – Al Foster |

Mit Harvey Mason
| Album             | Musiklabel | Aufnahme | Veröffentlichung | Besetzung |
| ----------------- | ---------- | -------- | ---------------- | --- |
| With All My Heart | RCA        | 2004     | 2004             | Charlie Haden ist bei dem Titel „Smoke Gets In Your Eyes“ zu hören mit Bass – Charlie Haden; Schlagzeug – Harvey Mason; Piano – Bob James |

Mit John McLaughlin
| Album            | Musiklabel | Aufnahme | Veröffentlichung | Besetzung |
| ---------------- | ---------- | -------- | ---------------- | --- |
| My Goal’s Beyond | Douglas    | 1970     | 1971             | akustische Gitarre – Mahavishnu John McLaughlin; Bass – Charlie Haden (bei zwei Titeln); Schlagzeug – Billy Cobham (bei zwei Titeln); Flöte, Sopransaxophon – Dave Liebman (bei zwei Titeln); Perkussion – Airto Moreira (bei zwei Titeln); Tabla – Badal Roy (bei zwei Titeln); Tambura – Mahalakshmi (bei zwei Titeln); Violine – Jerry Goodman (bei zwei Titeln) |

Mit Helen Merrill
| Album                           | Musiklabel | Aufnahme | Veröffentlichung | Besetzung |
| ------------------------------- | ---------- | -------- | ---------------- | --- |
| You and the Night and the Music | Verve      | 1996     | 1997             | Bass – Charlie Haden (bei sieben Titeln); Schlagzeug – Paul Motian (bei sieben Titeln); elektrisches Piano – Torrie Zito (bei einem Titel); Flügelhorn – Tom Harrell (bei fünf Titeln); Piano – Masabumi Kikuchi (bei neun Titeln), Torrie Zito (bei einem Titel); Trompete – Bob Millikan (bei einem Titel), Tom Harrell (bei einem Titel); Gesang – Helen Merrill |

Mit Pat Metheny
| Album                        | Musiklabel | Aufnahme | Veröffentlichung | Besetzung |
| ---------------------------- | ---------- | -------- | ---------------- | --- |
| 80/81                        | ECM        | 1980     | 1980             | Bass – Charlie Haden; Schlagzeug – Jack DeJohnette; Gitarre – Pat Metheny; Tenorsaxophon – Dewey Redman (bei vier Titeln), Mike Brecker (bei sechs Titeln) |
| Rejoicing                    | ECM        | 1983     | 1984             | Bass – Charlie Haden; Schlagzeug – Billy Higgins; Gitarre – Pat Metheny |
| Song X (mit Ornette Coleman) | Geffen     | 1985     | 1986             | Altsaxophon, Violine – Ornette Coleman; Bass – Charlie Haden; Schlagzeug – Jack DeJohnette; Schlagzeug, Perkussion – Denardo Coleman; Gitarre, Synthesizer – Pat Metheny |
| Secret Story (Geffen, 1992)  | Geffen     | 1991–92  | 1992             | Kontrabass – Charlie Haden (bei zwei Titeln), Steve Rodby (bei fünf Titeln); akustische Gitarre – Pat Metheny; Arrangeur – Jeremy Lubbock; Dirigent – Jeremy Lubbock; Cymbal – Danny Gottlieb (bei zwei Titeln); Schlagzeug – Paul Wertico (bei vier Titeln), Steve Ferrone (bei zwei Titeln); elektrischer Bass – Will Lee (bei zwei Titeln); elektrische Gitarre – Pat Metheny (bei drei Titeln); elektrisches Piano – Pat Metheny (bei drei Titeln); Synthesizer – Pat Metheny (bei drei Titeln); Harmonika – Toots Thielemans (bei zwei Titeln); Keyboards – Pat Metheny (bei sechs Titeln); Konzertmeister – Gavyn Wright; Orchester – The London Orchestra; Perkussion – Armando Marçal (bei acht Titeln), Nana Vasconcelos (bei sechs Titeln); Perkussion – Pat Metheny (bei vier Titeln); Piano – Pat Metheny (bei drei Titeln); Piano – Gil Goldstein (bei zwei Titeln), Lyle Mays (bei zwei Titeln); Arrangeur – Pat Metheny; Sitar – Pat Metheny (bei zwei Titeln); Synthesizer – Pat Metheny; Gesang – Mark Ledford (bei zwei Titeln) |

Mit Mingus Dynasty
| Album            | Musiklabel | Aufnahme | Veröffentlichung | Besetzung |
| ---------------- | ---------- | -------- | ---------------- | --- |
| Chair in the Sky | Elektra    | 1979     | 1979             | Altsaxophon – John Handy; Arrangeur – Jimmy Knepper (bei einem Titel), Sy Johnson (bei fünf Titeln); Bass – Charlie Haden; Schlagzeug – Dannie Richmond; Piano – Don Pullen; Tenorsaxophon – Joe Farrell; Posaune – Jimmy Knepper; Trompete, Flügelhorn – Jimmy Owens |

Mit Paul Motian
| Album                | Musiklabel | Aufnahme | Veröffentlichung | Besetzung |
| -------------------- | ---------- | -------- | ---------------- | --- |
| Conception Vessel    | ECM        | 1972     | 1973             | Bass – Charlie Haden (bei drei Titeln); Flöte – Becky Friend (bei einem Titel), Keith Jarrett (bei einem Titel); Gitarre – Sam Brown (bei zwei Titeln); Perkussion – Paul Motian; Violine – Leroy Jenkins (bei einem Titel) |
| Tribute              | ECM        | 1974     | 1975             | akustische Gitarre, elektrische Gitarre – Sam Brown; Altsaxophon – Carlos Ward; Bass – Charlie Haden; elektrische Gitarre – Paul Metzke; Perkussion – Paul Motian                                                           |
| On Broadway Volume 1 | JMT        | 1988     | 2003             | Bass – Charlie Haden; Schlagzeug – Paul Motian; elektrische Gitarre – Bill Frisell; Tenorsaxophon – Joe Lovano |
| On Broadway Volume 2 | JMT        | 1989     | 2003             | Bass – Charlie Haden; Schlagzeug – Paul Motian; elektrische Gitarre – Bill Frisell; Tenorsaxophon – Joe Lovano |
| On Broadway Volume 3 | JMT        | 1991     | 2004             | Altsaxophon, Sopransaxophon – Lee Konitz; Bass – Charlie Haden; Schlagzeug – Paul Motian; Gitarre – Bill Frisell; Tenorsaxophon – Joe Lovano                                                                                |

Mit Bheki Mseleku
| Album        | Musiklabel | Aufnahme | Veröffentlichung | Besetzung |
| ------------ | ---------- | -------- | ---------------- | --- |
| Star Seeding | Polygram   | 1995     | 2003             | Bass – Charlie Haden; Schlagzeug – Billy Higgins; Piano, Gitarre, Gesang, Tenorsaxophon, Arrangeur – Bheki Mseleku |

Mit Yoko Ono
| Album                     | Musiklabel | Aufnahme | Veröffentlichung | Besetzung |
| ------------------------- | ---------- | -------- | ---------------- | --- |
| Yoko Ono/Plastic Ono Band | Apple      | 1970     | 1970             | Bass – Charlie Haden (bei einem Titel), David Izenzon (bei einem Titel), Klaus Voormann; Schlagzeug – Edward Blackwell, Ringo Starr; Gitarre, Design – John Lennon; Trompete – Ornette Coleman (bei einem Titel); Gesang, Design – Yoko Ono |

Mit Joe Pass
| Album                                                | Musiklabel    | Aufnahme | Veröffentlichung | Besetzung                                                                        |
| ---------------------------------------------------- | ------------- | -------- | ---------------- | -------------------------------------------------------------------------------- |
| 12-string Gitarre Movie Themes (World Pacific, 1964) | World Pacific | 1963     | 1964             | Gitarre – Joe Pass, John Pisano, Bass – Charlie Haden, Schlagzeug – Larry Bunker |

Mit Art Pepper
| Album                            | Musiklabel    | Aufnahme | Veröffentlichung | Besetzung |
| -------------------------------- | ------------- | -------- | ---------------- | --- |
| Living Legend                    | Contemporary  | 1975     | 1976             | Altsaxophon – Art Pepper; Bass – Charlie Haden; Schlagzeug – Shelly Manne; Piano – Hampton Hawes |
| So in Love (Artists House, 1979) | Artists House | 1979     | 1980             | Altsaxophon – Art Pepper; Bass – Charlie Haden (bei drei Titeln), Ron Carter (bei zwei Titeln); Schlagzeug – Al Foster (bei zwei Titeln), Billy Higgins (bei drei Titeln); Piano – George Cables (bei drei Titeln), Hank Jones (bei zwei Titeln)            |
| Artworks                         | Galaxy        | 1979     | 1984             | Altsaxophon – Art Pepper (bie fünf Titeln); Bass – Charlie Haden (bei vier Titeln); Klarinette – Art Pepper (bei einem Titel); Schlagzeug – Billy Higgins (bei vier Titeln); Piano – George Cables (bei drei Titeln)                                        |
| Art ’n’ Zoot (mit Zoot Sims)     | Pablo         | 1981     | 1995             | Altsaxophon – Art Pepper (bei drei Titeln); Bass – Charlie Haden (bei einem Titel), Ray Brown (bei fünf Titeln); Schlagzeug – Billy Higgins; Gitarre – Barney Kessel (bei zwei Titeln); Piano – Victor Feldman; Tenorsaxophon – Zoot Sims (bei fünf Titeln) |

Mit Enrico Pieranunzi
| Album             | Musiklabel | Aufnahme | Veröffentlichung | Besetzung |
| ----------------- | ---------- | -------- | ---------------- | --- |
| Fellini Jazz      | CAM Jazz   | 2003     | 2003             | Bass – Charlie Haden; Schlagzeug – Paul Motian; Piano, Arrangeur – Enrico Pieranunzi; Tenorsaxophon, Sopransaxophon – Chris Potter; Trompete, Flügelhorn – Kenny Wheeler |
| Special Encounter | CAM Jazz   | 2003     | 2005             | Bass – Charlie Haden; Schlagzeug – Paul Motian; Piano – Enrico Pieranunzi                                                                                                |

Mit Dewey Redman
| Album      | Musiklabel | Aufnahme | Veröffentlichung | Besetzung |
| ---------- | ---------- | -------- | ---------------- | --- |
| Soundsigns | Galaxy     | 1978     | 1981             | Bass – Charlie Haden (bei zwei Titeln), Mark Helias (bei vier Titeln); Tenorsaxophon – Dewey Redman (bei drei Titeln); Schlagzeug – Eddie Moore (bei zwei Titeln); Piano – Fred Simmons (bei zwei Titeln); Cymbal, Saw – Eddie Moore (bei einem Titel) Harfe – Dewey Redman (bei einem Titel) |

Mit Joshua Redman
| Album | Musiklabel | Aufnahme | Veröffentlichung | Besetzung                                                                                              |
| ----- | ---------- | -------- | ---------------- | --- |
| Wish  | Warner     | 1993     | 1993             | Bass – Charlie Haden; Schlagzeug – Billy Higgins; Gitarre – Pat Metheny; Tenorsaxophon – Joshua Redman |

Mit Gonzalo Rubalcaba
| Album                        | Musiklabel | Aufnahme | Veröffentlichung | Besetzung |
| ---------------------------- | ---------- | -------- | ---------------- | --- |
| Discovery – Live at Montreux | Blue Note  | 1990     | 1991             | Bass – Charlie Haden; Schlagzeug – Paul Motian; Piano – Gonzalo Rubalcaba |
| The Blessing                 | Blue Note  | 1991     | 1991             | Bass – Charlie Haden; Schlagzeug – Jack DeJohnette; Piano – Gonzalo Rubalcaba |
| Suite 4 Y 20                 | Blue Note  | 1992     | 1992             | Bass – Charlie Haden (bei fünf Titeln); Schlagzeug – Julio Barreto; elektrischer Bass – Felipe Cabrera; Piano – Gonzalo Rubalcaba; Trompete – Reynaldo Melian                                                                                          |
| Imagine                      | Blue Note  | 1993–94  | 1995             | Bass – Charlie Haden (bei einem Titel); Schlagzeug – Jack DeJohnette (bei einem Titel), Julio Barreto (bei drei Titeln); elektrischer Bass – Felipe Cabrera (bei drei Titeln); Piano – Gonzalo Rubalcaba; Trompete – Reynaldo Melian (bei drei Titeln) |

Mit Roswell Rudd
| Album              | Musiklabel | Aufnahme | Veröffentlichung | Besetzung |
| ------------------ | ---------- | -------- | ---------------- | --- |
| Numatik Swing Band | JCOA       | 1971     | 1973             | Altsaxophon – Carlos Ward, Martin Alter; Baritonsaxophon – Charles Davis; Bass – Charlie Haden, Sirone; Klarinette – Dewey Redman, Perry Robinson; Schlagzeug – Beaver Harris, Hod O’Brien (bei einem Titel), Lou Grassi; Flöte – Martin Alter, Mike Bresler; Waldhorn – Janet Donaruma, Jeffrey Schlegel, Roswell Rudd, Sharon Freeman; Oboe – Martin Alter; Perkussion – Dan Johnson (bei einem Titel), Sue Evans; Piccolo-Flöte – Mike Bresler; Sopransaxophon – Charles Davis, Mike Bresler; Tenorsaxophon – Dewey Redman; Posaune – Art Baron, Gary Brocks, Roswell Rudd; Trompete – Enrico Rava, Michael Krasnov, Mike Lawrence; Tuba – Howard Johnson; Gesang – Sheila Jordan |

Mit Pee Wee Russell und Henry Red Allen
| Album               | Musiklabel | Aufnahme | Veröffentlichung | Besetzung |
| ------------------- | ---------- | -------- | ---------------- | --- |
| The College Concert | Impulse!   | 1966     | 1967             | Bass – Charlie Haden; Klarinette – Pee Wee Russell; Schlagzeug – Marty Morell; Piano – Steve Kuhn; Trompete – Henry Red Allen |

Mit Dino Saluzzi
| Album                                    | Musiklabel | Aufnahme | Veröffentlichung | Besetzung |
| ---------------------------------------- | ---------- | -------- | ---------------- | --- |
| Once Upon a Time – Far Away in the South | ECM        | 1985     | 1986             | Bandoneon – Dino Saluzzi; Bass – Charlie Haden; Perkussion – Pierre Favre; Trompete, Flügelhorn – Palle Mikkelborg |

Mit David Sanborn
| Album        | Musiklabel | Aufnahme | Veröffentlichung | Besetzung |
| ------------ | ---------- | -------- | ---------------- | --- |
| Another Hand | Elektra    | 1991     | 1991             | Bass – Charlie Haden (bei vier Titeln), Greg Cohen (bei vier Titeln), Marcus Miller (bei zwei Titeln); Schlagzeug – Joey Baron (bei sieben Titeln), Steve Jordan (bei einem Titel), Jack DeJohnette (bei zwei Titeln); Gitarre – Bill Frisell (bei sechs Titeln), Marc Ribot (bei fünf Titeln), David Tronzo (bei drei Titeln), Al Anderson (bei einem Titel); Orgel – Leon Pendarvis (bei einem Titel); Perkussion – Don Alias (bei sieben Titeln); Tenorsaxophon, Klarinette – Lenny Pickett; Posaune – Art Baron (bei zwei Titeln); Piano – Terry Adams (bei vier Titeln), Mulgrew Miller (bei zwei Titeln); Gesang – Syd Straw (bie zwei Titeln) |

Mit John Scofield
| Album                | Musiklabel | Aufnahme | Veröffentlichung | Besetzung |
| -------------------- | ---------- | -------- | ---------------- | --- |
| Time on My Hands     | Blue Note  | 1989     | 1990             | Bass – Charlie Haden; Schlagzeug – Jack DeJohnette; Gitarre – John Scofield; Saxophon – Joe Lovano |
| Grace Under Pressure | Blue Note  | 1991     | 1992             | Arrangeur – Mike Gibbs; Bass – Charlie Haden; Schlagzeug – Joey Baron; elektrische Gitarre, akustische Gitarre – Bill Frisell; elektrische Gitarre, Arrangeur – John Scofield; Flügelhorn – Randy Brecker (bei fünf Titeln); Waldhorn – John Clark (bei fünf Titeln); Posaune – Jim Pugh (bei fünf Titeln) |

Mit Archie Shepp
| Album          | Musiklabel | Aufnahme | Veröffentlichung | Besetzung |
| -------------- | ---------- | -------- | ---------------- | --- |
| Mama Too Tight | Impulse!   | 1966     | 1967             | Bass – Charles Haden; Klarinette – Perry Robinson; Schlagzeug – William Godvin (Beaver) Harris; Tenorsaxophon – Archie Shepp; Posaune – Grachan Moncur, Roswell Rudd; Trompete – Tommy Turrentine; Tuba – Howard Johnson |

Mit Alan Shorter
| Album  | Musiklabel | Aufnahme | Veröffentlichung | Besetzung |
| ------ | ---------- | -------- | ---------------- | --- |
| Orgasm | Verve      | 1968     | 1969             | Bass – Charlie Haden (bei zwei Titeln), Reginald Johnson (bei zwei Titeln); Schlagzeug – Muhammad Ali (bei zwei Titeln), Rashied Ali (bei vier Titeln); Flügelhorn – Alan Shorter; Tenorsaxophon – Leandro Barbieri |

Mit Nana Simopoulos
| Album                      | Musiklabel | Aufnahme | Veröffentlichung | Besetzung |
| -------------------------- | ---------- | -------- | ---------------- | --- |
| Wings and Air (Enja, 1986) |            | 1986     | 1986             | Bass – Charlie Haden (bei drei Titeln); Gitarre, Bouzouki, Gesang – Nana Simopoulos; Perkussion, Gesang, Berimbau – Naná Vasconcelos (bei zwei Titeln); Schlagzeug – Jerry Granelli (bei drei Titeln); Gitarre, Bouzouki, Tenorsaxophon, Flöte – Jim Pepper (bei drei Titeln); Didgeridoo – Matthias Sudholter (bei einem Titel); Perkussion – Art Tuncboyaci (bei einem Titel); Trompete, Kora – Don Cherry (bei einem Titel) |

Mit Wadada Leo Smith
| Album       | Musiklabel | Aufnahme | Veröffentlichung | Besetzung |
| ----------- | ---------- | -------- | ---------------- | --- |
| Divine Love | ECM        | 1978     | 1979             | Altflöte, Bassklarinette, Tenorsaxophon, Triangle, Mbira – Dwight Andrews; Trompete, Flügelhorn, Perkussion, Gong – Wadada Leo Smith; Vibraphon, Marimba, Glocken – Bobby Naughton Charlie Haden ist bei dem Titel Spirituals: The Language Of Love zu hören |

Mit Ringo Starr
| Album             | Musiklabel   | Aufnahme | Veröffentlichung | Besetzung                                                 |
| ----------------- | ------------ | -------- | ---------------- | --------------------------------------------------------- |
| Ringo Rama (2003) | Koch Records | 2003     | 2003             | Charlie Haden ist bei dem Titel Imagine Me There zu hören |

Mit Masahiko Togashi
| Album            | Musiklabel   | Aufnahme | Veröffentlichung | Besetzung                                                                                              |
| ---------------- | ------------ | -------- | ---------------- | --- |
| Session in Paris | Paddle Wheel | 1979     | 1979             | Bass – Charlie Haden; Kornett, Flöte, Trompete, Perkussion – Don Cherry; Perkussion – Masahiko Togashi |

Mit Denny Zeitlin
| Album               | Musiklabel  | Aufnahme | Veröffentlichung | Besetzung |
| ------------------- | ----------- | -------- | ---------------- | --- |
| Carnival            | Columbia    | 1964     | 1964             | Bass – Charlie Haden; Schlagzeug – Jerry Granelli; Piano – Denny Zeitlin |
| Live at the Trident | Columbia    | 1965     | 1966             | Bass – Charlie Haden; Schlagzeug – Jerry Granelli; Piano – Denny Zeitlin |
| Zeitgeist           | Columbia    | 1967     | 1967             | Bass – Charlie Haden (bei zwei Titeln), Joe Halpin (bei sieben Titeln); Schlagzeug – Jerry Granelli (bei zwei Titeln), Oliver Johnson (bei sieben Titeln); Piano – Denny Zeitlin |
| Tidal Wave          | Quicksilver | 1981     | 1984             | Bass – Charlie Haden; Schlagzeug – Peter Donald; Gitarre – John Abercrombie; Piano – Denny Zeitlin                                                                               |

## Auszeichnungen für Musikverkäufe
| Goldene Schallplatte - Deutschland - 1994: für das Album Always Say Goodbye (German Jazz Award) - 1998: für das Album Beyond The Missouri Sky (German Jazz Award) - 2002: für das Album Nocturne (German Jazz Award) - Polen - 2001: für das Album Beyond The Missouri Sky Platin-Schallplatte - Deutschland - 2015: für das Album Last Dance (German Jazz Award) |

| Land/RegionAuszeichnungen für Musikverkäufe (Land/Region, Auszeichnungen, Verkäufe, Quellen) | Gold     | Platin  | Verkäufe | Quellen           |
| -------------------------------------------------------------------------------------------- | -------- | ------- | -------- | ----------------- |
| Deutschland (BVMI)                                                                           | 3× Gold3 | Platin1 | 50.000   | musikindustrie.de |
| Polen (ZPAV)                                                                                 | Gold1    | —       | 50.000   | olis.pl           |
| Insgesamt                                                                                    | 4× Gold4 | Platin1 |          |                   |